# Winchester (Illinois)
Winchester település az Amerikai Egyesült Államok Illinois államában, Scott megyében, melynek megyeszékhelye is. Lakosainak száma 1574 fő (2020. április 1.).

## Népesség
A település népességének változása:

| 2010 | 1 593 |
| 2020 | 1 574 |